# لجور

کوه لجور

چشم‌انداز کوه لجور از روستای اسکان

کوه لجور در شمال شهرستان شازند، در مجاورت کیلومتر ۲۵ محور اراک - توره در استان مرکزی و در نزدیکی روستای اسکان قرار گرفته؛ ارتفاع تقریبی قلهٔ آن در حدود ۲۸۰۰ متر است و با دیواره‌ای به بلندای تقریبی ۳۵۰ متر، به سومین دیواره ایران شهرت یافته است.
سنگ‌های این کوه غالبآ از جنس سنگ خارا بوده، به‌طوری‌که مسیر صعود به قلهٔ این کوه را با دشواری همراه می‌سازد.لجور به تعبیر افراد محلی به معنی لجوج یا به تعبیری دیگر لاجوردی است.

## واژه‌شناسی
ریشه این نام دانسته نیست. به حدس و باور محلی و غیرعلمی واژهٔ لجور از ترکیب: لج + ور ساخته شده. که لج به معنی ستیزه کردن و ستیهندگی است؛ و پسوند ور نیز به معنی دارندگی می‌باشد. که در صورت ترکیب: «لجور» به معنی لجوج یا ستیهنده را تشکیل می‌دهد و بنا بر گمان‌ها این واژه به خاطر مسیرهای سخت‌گذر و اغلب دشوار این کوه استعمال گردیده‌است.

## جذب کوهنوردان
این کوه سابقهٔ زیادی در جذب کوهنوردان و صخره‌نوردان دارد. این کوه دارای چندین مسیر صعود با درجه سختی بالا بوده که موجب جلب نظر سنگنوردان از استان‌های مختلف ایران می‌باشد. لیلا اسفندیاری در سال ۱۳۸۵ این کوه را صعود کرد.

## مسیرها
دیواره شمالی این قله در حال حاضر دارای سه مسیر می‌باشد و دیوارهٔ شرقی آن نیز دارای چهارده مسیر است، که توسط هیئت کوهنوردی استان با اسامی زیر، نام‌گذاری شده:
۱- فراز: مصنوعی ۵ طول -A1.A2
۲- دیدار: طبیعی ۵طول ۵٫۱۰C
۳- تولد: طبیعی ۴ طول ۵٫۱۰ a (به مناسبت سالروز تولد محمد جلالی)
۴- شاخک: طبیعی ۳ طول ۵٫۹
۵- صادق:مصنوعی طبیعی ۹ طول ۵٫۱۰ B A2 (به یاد صادق بیاتانی)
۶- الهام: طبیعی ۹طول، کار با ابزار (یادبودی از محمد گردویی اسدی)
۷- عروج:مصنوعی طبیعی ۳طول ۵٫۸.A2
۸- پرواز: مصنوعی طبیعی ۹ طول ۵٫۱۰B.A2
۹- تنوره:طبیعی ۶ طول ۵٫۹
۱۰- سکوت: طبیعی ۵ طول ۵٫۱۰c (به یاد محمود قدیمی)
۱۱- کریم: طبیعی ۳ طول ۵٫۱۱ C(یادبودی از کریم رادسر)
۱۲- گرده:طبیعی ۸ طول ۵٫۸
۱۳- کامران:طبیعی ۵ طول ۵٫۱۰cd (به یاد کامران سلیمانی)
۱۴- شقایق: طبیعی ۳ طول ۵٫۱۰b